# Zajazd Bawarski
Zajazd Bawarski (fr. Auberge de Bavière, malt. Berġa tal-Baviera) – pałac w Valletcie na Malcie. Zbudowany jako Palazzo Carniero w roku 1696, był rezydencją wielkiego mistrza Marc’Antonio Zondadariego we wczesnych latach XVIII wieku. W roku 1784 przekształcony w zajazd dla anglo-bawarskiego langue zakonu św. Jana i pozostał nim aż do francuskiej okupacji Malty w roku 1798.
W wieku XIX i wczesnych latach XX stulecia był używany przez armię brytyjską, podczas I wojny światowej na krótko mieszcząc szpital wojskowy. Następnie funkcjonowała w nim szkoła, a w czasie II wojny światowej hotel dla ludzi, którzy stracili domy podczas bombardowań, a później biura różnych agencji rządowych. Od roku 1997 znajdują się tam główne biura Government Property Department (Rządowego Departamentu Nieruchomości).
Pałac stoi w północnej części Valletty, obok English Curtain oraz Jews’ Sally Port. Góruje nad St. Elmo Bay oraz wejściem do portu Marsamxett. Otaczający go teren znany jest popularnie jako il-Baviera, od nazwy pałacu.

## Historia

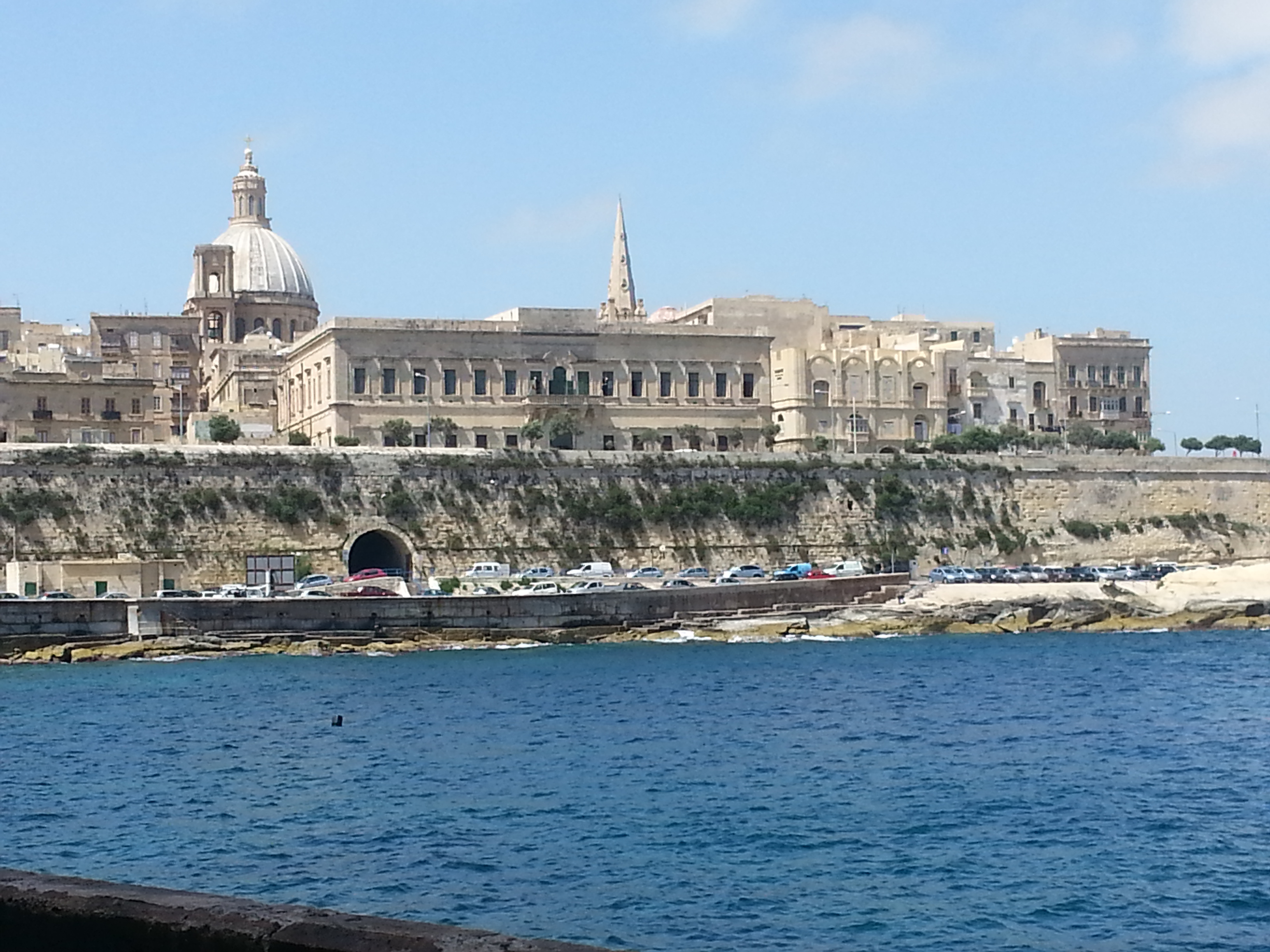
Zajazd Bawarski góruje nad English Curtain i Jews’ Sally Port (zaokrąglone wejście u stóp wału)

Palazzo Carniero zbudowany został w roku 1696 przez portugalskiego Balì Fra Gaspare Carniero w miejscu, gdzie stał wapiennik. Budynek został zaprojektowany przez maltańskiego architekta Carlo Gimacha, osobistego przyjaciela Carniero. Był jednym z ostatnich XVII-wiecznych przykładów surowej i statecznej architektury, zanim stał się modny bardziej ozdobny styl barokowy.
Parcela została wynajęta za 31 scudi rocznie. Okres najmu obejmował okres życia Carniero, a następnie okres życia jednej osoby przez niego wyznaczonej. Po tym czasie parcela przejść miała na rzecz Skarbu Zakonu. Pałac był rezydencją wielkiego mistrza Marc’Antonio Zondadariego od roku 1702 do jego śmierci w roku 1722. Trzy lata później wielki mistrz de Vilhena otrzymał od papieża Benedykta XII symboliczny miecz i kapelusz, znane oficjalnie jako „stoc” i „piliet”, podobnie jak przywódcy innych mocarstw europejskich. Z tej okazji 19 kwietnia 1725 roku papież wysłał swojego legata, Monsigniora Giovanniego Francesco Abbate Olivieriego. Wielki mistrz przygotował na tę okazję okazałą uroczystość i wspaniale udekorował Palazzo Carniero, aby godnie przyjąć papieskiego wysłannika.
W grudniu roku 1782 elektor Bawarii Karol II Teodor kupił pałac, poprzez Gaetano Bruno, za kwotę 20 000 scudi i od tego czasu zaczął on być używany przez rycerzy Anglo-Bawarskiego języka zakonu, ustanowionego przez wielkiego mistrza Emmanuela de Rohan-Polduc dwa lata później w roku 1784. Budynek spełniał funkcję zajazdu do czasu, kiedy zakon został usunięty z wyspy przez Francuzów w roku 1798.
W roku 1824 Zajazd Bawarski został przekazany brytyjskiej administracji wojskowej. Był używany wtedy jako klub oficerski, później jako główne biuro skarbnika dowództwa. 15 czerwca 1915 roku otwarto w nim Bavière Hospital dla żołnierzy brytyjskich, rannych podczas I wojny światowej, specjalizujący się w ciężkich przypadkach wymagających operacji, w tym głowy i kręgosłupa. Pierwotnie w szpitalu było 100 łóżek, lecz później ich liczba wzrosła do 155. Został zamknięty 14 sierpnia 1917 roku, a w roku 1921 budynek został przekazany administracji cywilnej. Obiekt wpisany został na Antiquities List of 1925 razem z innymi zajazdami w Valletcie.
W czasie II wojny światowej pałac został przekształcony w hostel dla ludzi, którzy stracili swoje domy podczas bombardowań lotniczych. Sam budynek został w niewielkim stopniu uszkodzony podczas wojny, lecz szybko go naprawiono, i w latach 1960. została umieszczona w nim szkoła rządowa. W latach 1979–1997 budynek zajmował The Land Directorate (Dyrekcja Gruntów), a następnie Government Property Department. W roku 2001 pałac został odrestaurowany.
Budynek zajazdu jest pomnikiem narodowym klasy 1, jest również umieszczony na liście National Inventory of the Cultural Property of the Maltese Islands pod nr. 01128.

## Architektura budynku
Auberge de Bavière jest dużym dwukondygnacyjnym budynkiem. Ma surową fasadę z centralnie umieszczoną bramą, ponad którą znajduje się otwarty kamienny balkon. Sześć prostokątnych okien o zdobionych obramowaniach umieszczonych jest po każdej stronie centralnej części budynku. Na rogach budynku znajdują się duże pilastry, a wokół budowli biegnie gzyms. Dziedziniec znajduje się na tyłach budynku, niezwykła cecha tej posesji, gdyż w tamtych czasach dziedzińce umieszczane były zazwyczaj w centrum.

## Monety pamiątkowe
Zajazd Bawarski umieszczony został na dwóch monetach pamiątkowych, wybitych w roku 2015 przez Bank Centralny Malty. Fasada zajazdu pokazana jest na rewersie monet, zaś awers przedstawia herb Malty.

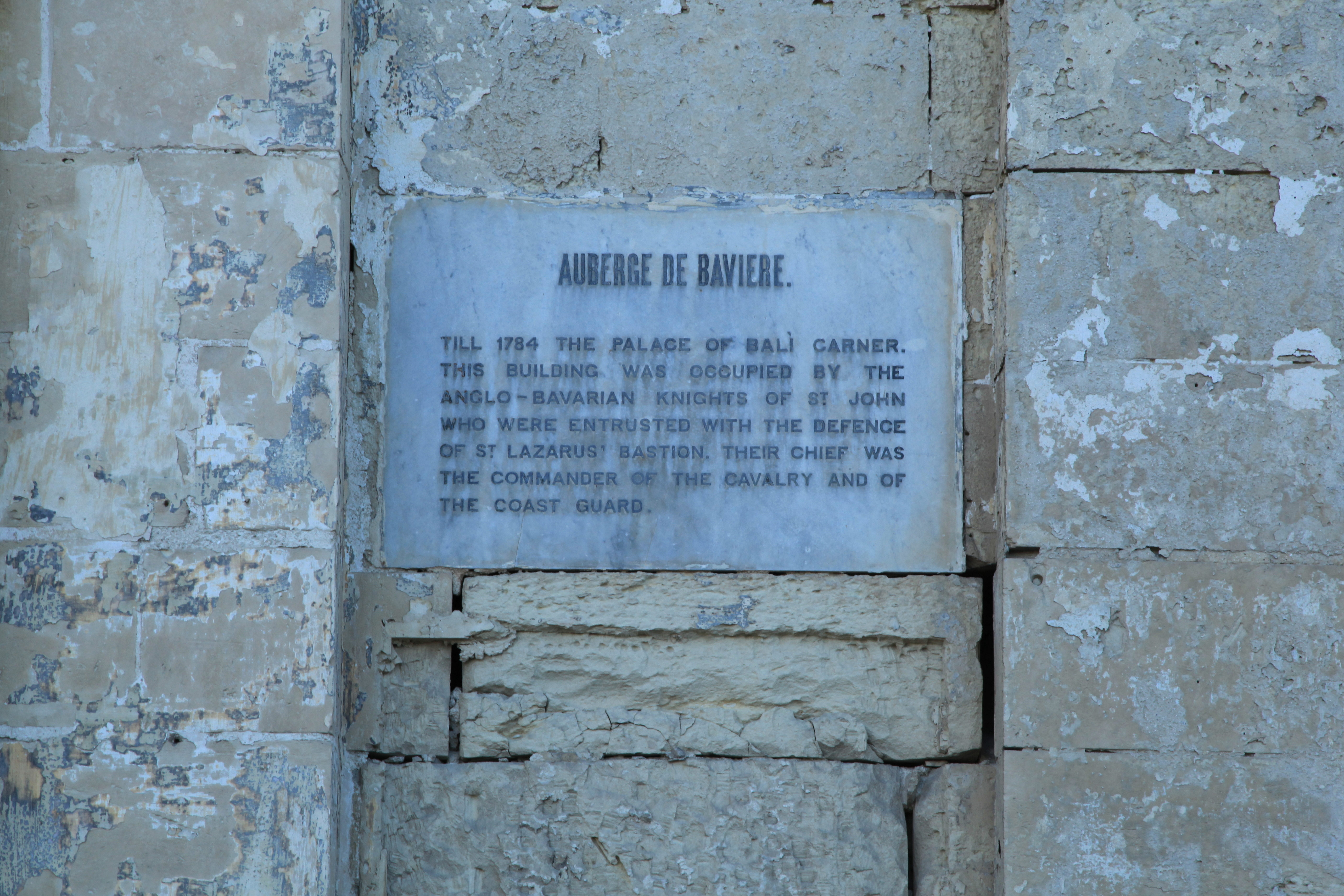
Tablica na zajeździe
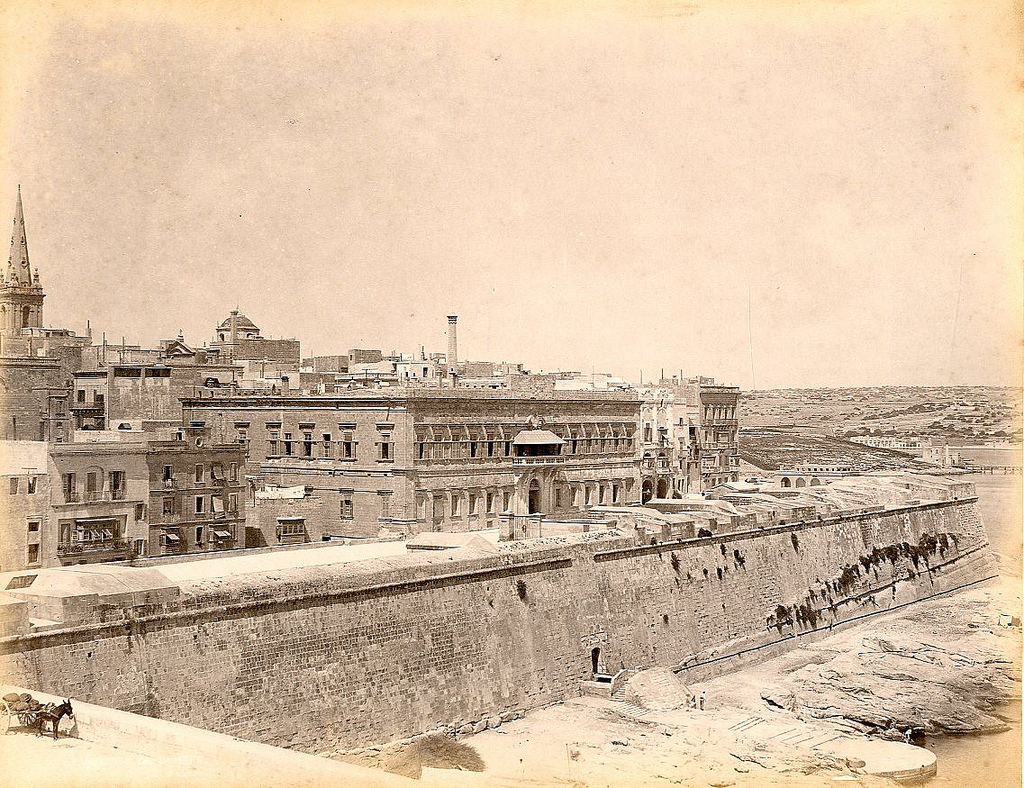
Zajazd Anglo-Bawarski w latach 70. XIX wieku
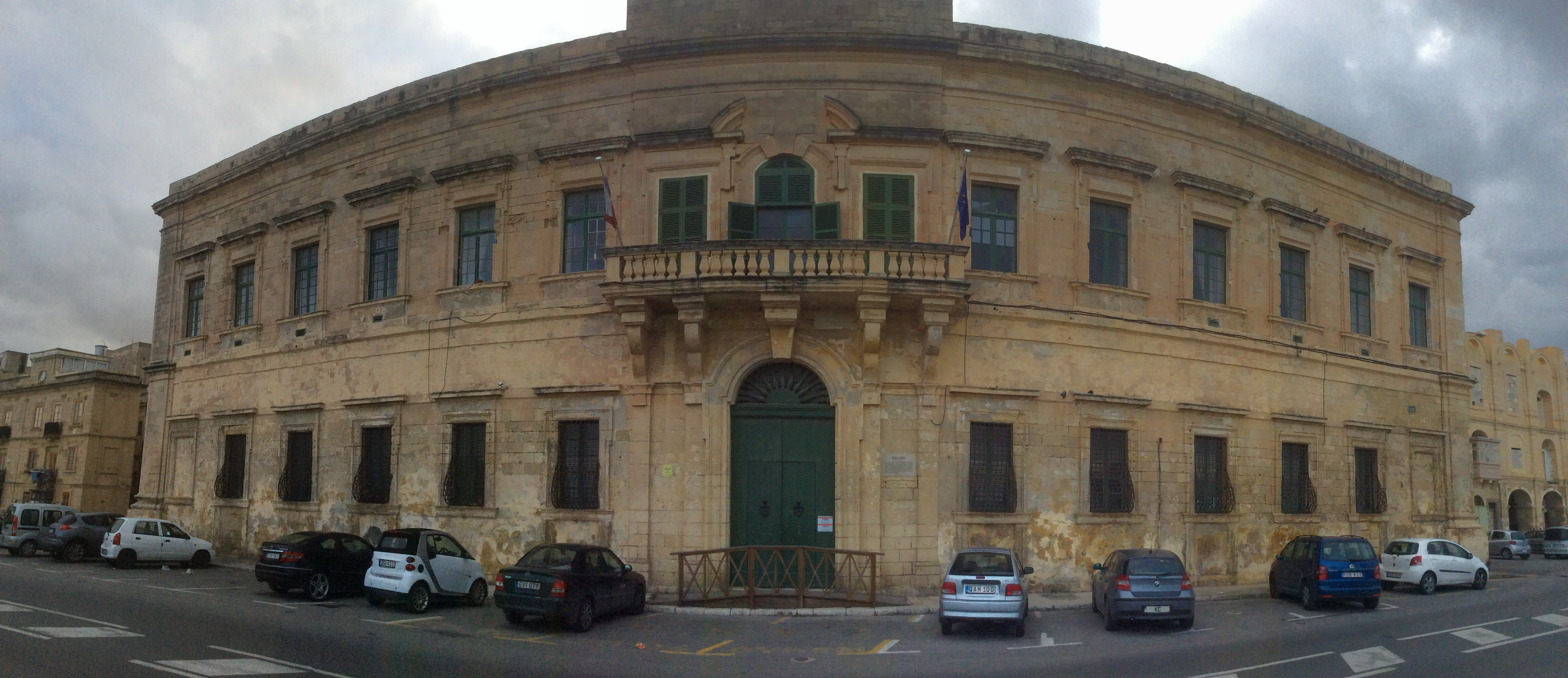
Panorama fasady zajazdu